# Bathyzetes virago
Bathyzetes virago is een zeespin uit de familie Ascorhynchidae. De soort behoort tot het geslacht Bathyzetes. Bathyzetes virago werd in 1908 voor het eerst wetenschappelijk beschreven door Loman. 